# Herman van Elteren
Herman Jozef van Elteren (Den Bosch, 1 mei 1928 – Zaandam, 27 september 2023) was een Nederlandse acteur, decorbouwer, kostuumontwerper, illustrator en beeldhouwer. 

## Leven en werk
Van Elteren werd in 1928 geboren in 's-Hertogenbosch. Hij volgde de opleidingen aan de Middelbare Kunstnijverheidsschool te Maastricht en aan de Jan van Eyck Academie eveneens in Maastricht. Zijn leermeesters waren de beeldhouwers Oscar Jespers en Charles Vos. Vervolgens volgde hij de Toneelschool Arnhem, waar hij in 1960 slaagde. Van Elteren is werkzaam geweest als acteur, ontwerper van kostuums en decors en als beeldhouwer. Hij ontwierp onder meer de decors voor de theatershows van Youp van 't Hek en van tientallen toneelvoorstellingen. Ook ontwierp hij veel kostuums onder meer voor Hans Boswinkel, Jules Croiset, Petra Laseur, Annet Nieuwenhuijzen en Frans Vorstman. Als acteur speelde hij in de periode van 1954 tot 1986 in een groot aantal toneelstukken bij meerdere gezelschappen.
Als illustrator maakte hij onder meer de tekeningen voor Broodje boek van Mies Bouhuys. Als beeldhouwer vervaardigde hij veel nieuwe gevelstenen. Hij begon daar al mee tijdens zijn studie aan de Jan van Eyckacademie, toen hij in Maastricht de Dansers maakte. Later maakte hij in Delft een beeld van Magdalena van Almonde. In zijn woonplaats Monnickendam zijn diverse van zijn beelden te vinden, zoals Op 't Doelenpadt, 't Knooppunt, De Gulden Hand, De Rode Haan en De Schutsengel. De laatste gevelsteen met de afbeelding van een zeemeermin van van Elteren is in 2019 geplaatst aan de haven van Monnickendam.
De omroep RKK besteedde in 2010 aandacht aan zijn werk.
Van Elteren overleed in zijn slaap op 95-jarige leeftijd.
- Digitale Bibliotheek voor de Nederlandse Letteren: elte007
- International Standard Name Identifier: 0000 0000 5006 1064
- Library of Congress Control Number: nr96013360
- RKD-Nederlands Instituut voor Kunstgeschiedenis: 26108
- Union List of Artist Names: 500590454
- Virtual International Authority File: 73752103
- WorldCat: E39PBJjdhw8Gw4PwxrX3mxVgrq